# فلیکس موتل
فلیکس موتل (انگلیسی: Felix Mottl; ۲۴ اوت ۱۸۵۶ – ۲ ژوئیهٔ ۱۹۱۱) آهنگساز، رهبر ارکستر، و مدرس موسیقی اهل اتریش بود.
او را یکی از درخشان‌ترین رهبران ارکستر در زمانهٔ خود می‌دانند. ارکستراسیون او برای «ترانه‌های ویزندونک» اثرِ ریشارد واگنر هنوز هم رایج‌ترین نسخهٔ سازبندی این اثر محسوب می‌شود.